# James O'Mara
James O'Mara (06 de Agosto de 1873 – 21 de Novembro de 1948) é um homem de negócios irlandês que viveu no final do século XIX até meados do século XX. Era bastante nacionalista e introduziu o Saint Patrick's Day como um feriado público em 1903. Era considerado um membro-chave do First Dáil.